# توماس اليي
توماس اليي (بالفرنسية: Thomas Allier)‏ مواليد 24 مارس 1975 في فرنسا، هو دراج فرنسي. شارك في دورة الألعاب الأولمبية الصيفية.

## روابط خارجية
- توماس اليي على موقع نتائج كأس العالم لسباقات دراجات (بي.أم.إكس) (الإنجليزية)
- توماس اليي على موقع اللجنة الأولمبية الدولية (الإنجليزية)
- توماس اليي على موقع أوليمبيديا (الإنجليزية)
- توماس اليي على موقع اللجنة الأولمبية الفرنسية (مؤرشف) (الفرنسية)